# Peaking Lights
Peaking Lights – amerykański duet muzyczny z Wisconsin, tworzony przez małżeństwo, Aarona Coyes i Indrę Dunis, występujące od 2008. Ich muzykę opisuje się jako psychodeliczny pop.
Do trzeciego albumu wykorzystali nagrania głosu swojego syna, Mikko.

## Dyskografia
- Imaginary Falcons (2009, Night People)
- 936 (2011, Not Not Fun)
- Lucifer (2012, Mexican Summer / Weird World)
- Lucifer in Dub (2012, Mexican Summer)